# Наследие (телесериал, 2022, Россия)
«Насле́дие» — российский научно-фантастический сериал Алексея Голубева. Производством проекта занималась компания MAG Film.
Интернет-премьера первой серии состоялась в официальном сообществе онлайн-кинотеатра Premier в социальной сети «ВКонтакте» 21 июля 2022 года.
Всероссийская цифровая премьера двух первых серий состоялась в онлайн-кинотеатре Premier 28 июля 2022 года. Новые серии размещались по вторникам и четвергам. Заключительная серия и фильм о фильме были размещены 23 августа 2022 года.

## Сюжет
Из-за экологических проблем возникла катастрофа планетарного масштаба. Дети по всему миру умирали едва достигнув возраста 12 лет. Смертность превышала рождаемость. Правительство приняло решение запустить программу под названием «Наследие», которая должна была стать вторым шансом для всего человечества. В проекте приняла участие группа учёных-добровольцев, которых подвергли процедуре криостазиса. Ответственными за подготовку программы назначили передовых биоинженеров Александра и Елизавету Гордеевых, а помогал им в этом известный генетик Пётр Сергеевич Титов. Проснувшись после криозаморозки, учёные должны были восстановить человечество с помощью биоматериала, создав начальную популяцию. Однако участники «Наследия» и представить не могли, каким окажется первое поколение новых людей.

## Актёры и роли

### В главных ролях
| Актёр                | Роль                                                                                                  |
| -------------------- | --- |
| Алексей Серебряков   | Пётр Сергеевич Титов учёный-генетик                                                                   |
| Егор Бероев          | Александр Гордеев муж Елизаветы, отец Ани, ведущий биоинженер                                         |
| Ольга Макеева        | Елизавета Гордеева жена Александра, мать Ани, руководитель программы «Наследие»                       |
| Константин Крюков    | Константин Маркович Рогов специальный представитель президента по вопросам медицины и здравоохранения |
| Артём Ткаченко       | Бернадский                                                                                            |
| Михаил Евланов       | капитан Рябов                                                                                         |
| Александр Рапопорт   | Александр Васильевич                                                                                  |
| Татьяна Меженцева    | Аня Гордеева дочь Александра и Елизаветы                                                              |
| Алексей Онежен       | Максим                                                                                                |
| Катерина Ковальчук   | Лидия                                                                                                 |
| Константин Белошапка | Иван                                                                                                  |
| Евгений Шварц        | Нос (Марк)                                                                                            |
| Никита Пресняков     | Егор                                                                                                  |
| Давид Ниамеди        | Давид                                                                                                 |
| Анар Халилов         | Лука                                                                                                  |
| Святослав Королев    | Ник                                                                                                   |
| Фёдор Гамалея        | Андрей                                                                                                |
| Даниил Эйдлин        | Геннадий Штудберг                                                                                     |
| Карина Фадеева       | Полина Озерова                                                                                        |

### В ролях
| Актёр              | Роль                |
| ------------------ | ------------------- |
| Влад Семилетков    | Артём               |
| Вероника Устимова  | Елена               |
| Варвара Комарова   | Ирина               |
| Ольга Тимофеева    | Нина                |
| Артём Манукян      | Роман               |
| Елизавета Говорова | Соня                |
| Иван Рысин         | Шестнадцатый (Дима) |
| Кирилл Жиров       | Четвёртый (Сергей)  |
| Михаил Петров      | Первый (Антон)      |
| Полина Крикунова   | Эла                 |
| Галина Панова      | Лора                |

## Производство
Съёмки сериала проходили в Московской области и Абхазии.
Роль Ани Гордеевой в проекте исполнила 11-летняя певица, представительница от России на международных конкурсах песни «Детское Евровидение — 2019» и «Детское Евровидение — 2021» Татьяна Меженцева.
Актёр Михаил Евланов в 2014 году сыграл в сериале Александра Касаткина «Наследие» одного из главных персонажей — Юрия Мичковского, а спустя 8 лет снялся в проекте Алексея Голубева под тем же названием («Наследие»), где также исполнил роль одного из главных героев — Рябова.
Премьерный показ пилотной серии проекта состоялся 12 сентября 2021 года в рамках конкурсной программы III фестиваля сериалов «Пилот» в Иваново.
Премьера сериала состоялась 16 июня 2022 года в «Планетарии № 1» в рамках XXV Петербургского международного экономического форума в Санкт-Петербурге.
Московская премьера двух первых серий сериала прошла 21 июля 2022 года в кинотеатре «КАРО 11 Октябрь».
Специально к премьере проекта онлайн-кинотеатр Premier и медико-генетический центр Genotek выпустили лимитированную коллекцию ДНК-тестов, с помощью которой можно определить своё происхождение. Дизайн ДНК-тестов выполнен в стиле сериала.